# Station Ourscamps
Station Ourscamps is een spoorwegstation in de Franse gemeente Pimprez aan de spoorlijn Creil - Jeumont.